# Louis Muhlinghaus
Louis Muhlinghaus – belgijski działacz sportowy, jeden z założycieli oraz pierwszy sekretarz generalny FIFA w latach 1904-1906.

## Zarys kariery zawodowej
Louis Muhlinghaus, jako ówczesny sekretarz generalny Belgijskiego Związku Piłki Nożnej był, obok Maxa Kahna, jednym z dwóch przedstawicieli Belgii będących założycielami FIFA w 1904 roku. Na pierwszym kongresie FIFA (23 maja – 24 maja 1904) prezydentem został wybrany Robert Guérin, Louis Muhlinghaus został głównym sekretarzem i skarbnikiem, a jego asystentem Ludvig Sylow. Swoje obowiązki pełnił do roku 1906, kiedy to jego stanowisko przejął Carl Hirschmann, pełniący tę funkcję przez kolejne 25 lat.